# Takuma Nagayoshi
Takuma Nagayoshi (永芳 卓磨 Nagayoshi Takuma?), född 18 april 1986 i Okayama prefektur, är en japansk fotbollsspelare.
Nagayoshi började sin karriär 2009 i FC Gifu. Han spelade 66 ligamatcher för klubben. 2011 flyttade han till Oita Trinita. Efter Oita Trinita spelade han för Tochigi SC och SC Sagamihara.